# 2009年成都公交车纵火案
成都6·5公交燃烧事件是一起发生在2009年6月5日8时25分许，四川省成都市的公交车燃烧事件，造成28人死亡，74人受伤。经查这是一起特大故意放火刑事案件，犯罪嫌疑人张云良已当场死亡。
成都市公共交通集团有限公司9路公交车“川A·49567”在行至北郊三环川陕立交桥下桥处时发生燃烧，当场造成25人遇难，76人受伤。6月7日有两名极危重伤员因抢救无效去世。
成都市公共交通集团有限公司总经理、成都公交集团北星巴士有限公司董事长李树光于6月7日上午书面向成都市国有资产监督管理委员会和成都市公共交通集团有限公司董事会提出辞去成都市公交集团公司总经理等职务。
事故原因初步查明，是有人携带易燃品上车。

2009年6月7日晚上11点，成都市人民政府召开新闻发布会，公布成都6·5公交车重大燃烧事件车辆起火原因初步调查结果。成都市公安局副局长何建生介绍说，
|  | 在已完成的检验中，在车厢内残留物中多处检验出汽油成分，其它大部分为聚乙烯，聚氯乙烯，聚丙乙烯等材料，同时，进行了试纸擦拭，炸药探测器分析，均未发现有机炸药成分。综上所述，有人携带易燃物品上车，不排除过失或故意引发燃烧，但可以排除爆炸引发燃烧。 |

2009年7月2日，四川省公安机关通报，成都“6·5”公交燃烧案已告破，经查此案是一起特大故意放火刑事案件，犯罪嫌疑人为62岁的江苏省苏州市人张云良，张云良已在6月5日当场死亡。
2006年，张云良从江苏老家来成都后一直没有正当职业，主要靠女儿资助。2009年，女儿因其嗜赌、嫖娼，减少了给他的生活费，张云良多次以自杀相威胁向家人要钱。6月4日，在与女儿通电话中，表现出自杀倾向。6月9日，其家人收到张云良死前发出的遗书。